# Vlekplaatbochelvlieg
De vlekplaatbochelvlieg (Megaselia lutescens) is een vliegensoort uit de familie van de bochelvliegen (Phoridae). De wetenschappelijke naam van de soort is voor het eerst geldig gepubliceerd in 1910 door Wood.